# 메소드 맨

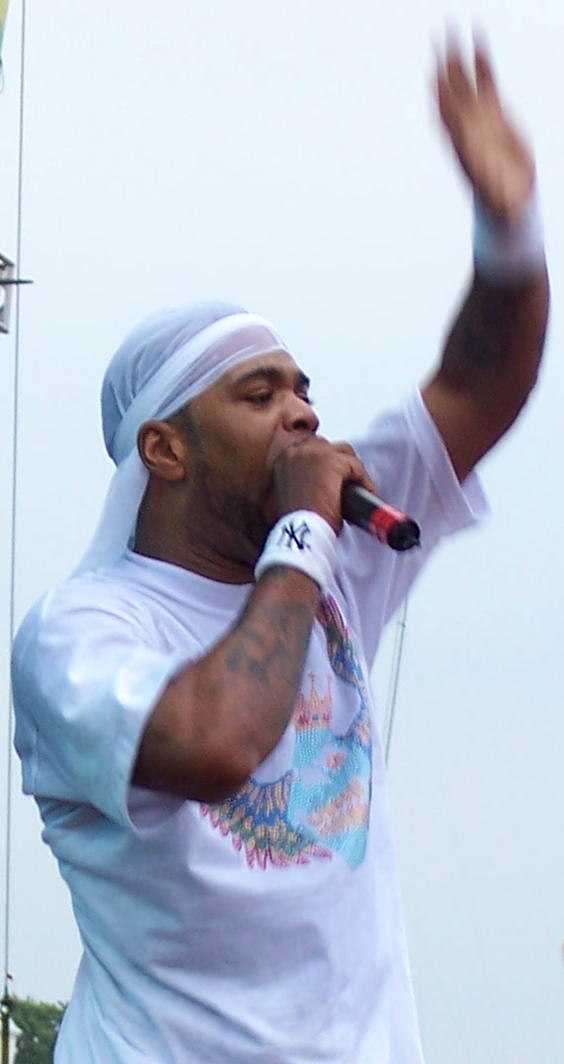
메소드 맨

메소드 맨(Method Man, 1971년 4월 1일)은 미국의 힙합 그룹 우 탱 클랜의 멤버이며 본명은 클리퍼드 스미스(Clifford Smith)이다.
그의 가명 "메소드 맨" 은 중국 무술영화인 "Xiao Zi Ming Da(1979)"(미국명: Avenging Boxer/Method Man/The Fearless Young Boxer)의 미국명을 딴 것이다. 또한 "Method"라는 뜻은 슬랭으로서, 그의 고향인 뉴욕 스테이튼 아일랜드에서 마리화나(대마초)를 뜻하는 말이다. 그의 트레이드마크인 굵은 목소리는 마리화나를 많이 피워 지금처럼 변한 것으로 알려지고 있다.
그는 또한 힙합 듀오인 메소드 맨 & 레드맨의 멤버이다.
그는 메리 블라이지(Mary J. Blige)와 함께 부른 "I'll Be There For You/You're All I Need" 란 곡으로 1995년 그래미상을 수상하였다.

## 생애
그는 유년시절을 뉴욕 롱 아일랜드에 있는 불성실한 아버지와 스테이튼 아일랜드에 있는 어머니를 왕복하며 지넀다.
스테이튼 아일랜드(나중에 우 탱 클랜에 의해 "Shaolin"이라고 이름 붙여짐)에서 그는 나중에 우 탱 클랜을 만드는 RZA를 만나게 된다. 그는 9학년과 11학년 때 자주 고등학교를 중퇴하려고 했다. 그리고 그는 마약을 팔고 그것을 스스로 사용했다.
이때의 경험에 관해서 메소드 맨은 이렇게 말하고 있다. "현실이 너무 빨리 날 후려쳤다. 그래서 난 어릴 때 이야기를 하고 싶지 않다."(Reality smacked me in the face early. That's why I don't like to talk about my childhood.)
메소드 맨은 지금도 스테이튼 아일랜드에 살고 있다. 그는 지금의 아내와 1995년에 약혼했고 2000년에 결혼했다.
그는 아들(1996년생)과 딸(1997년생)을 하나씩 갖고 있다.

## 데뷔
그는 1993년 우 탱 클랜의 멤버로써 RZA에게 픽업되었다. 그러다가 1년후 자신의 첫 솔로 앨범 《Tical》을 발매를 시작으로 여러 앨범을 발매 해 성공했다. 또한 1997년부터 영화에도 출연하기 시작했다.

## 앨범

### 정규앨범
- Blackout! 2 - 2009/5/19
- Crystal Method - 작업 중
- 4:21... The Day After - 2006/8/29
- Tical 0: The Prequel - 2004/5/18
- Blackout! - 1999/9/28
- Tical 2000:Judgement Day - 1998/11/10
- Tical - 1994

### 싱글앨범
- What's Happenin' (Feat. Busta Rhymes) (Single) - 2004/7
- I'll Be There For You/You're All I Need To Get By (Single) - 1995/9

## 출연작
- 뱀파이어 vs 브롱크스 (Vampires vs. the Bronx, 2020) - 잭슨 신부 역
- 샤프트 (Shaft, 2019)
- 퓨쳐 월드 (Future World, 2018)
- 더 웩크니스 (The Wackness, 2008)
- 미트 더 스파르탄 (Meet The Spartans, 2008)
- 스누프 독의 후드 오브 호러 (Snoop Dogg's Hood Of Horror, 2006)
- 락 더 벨스 (Rock The Bells, 2006)
- 베놈 (Venom, 2005)
- 비프 2 (Beef II, 2004)
- 가든 스테이트 (Garden State, 2004)
- 소울 플레인 (Soul Plane, 2004)
- 내 아기의 아빠 (My Baby's Daddy, 2004)
- 무서운 영화 3 (Scary Movie 3, 2003)
- 와이어 (The Wire, 2002)
- 하우 하이 (How High, 2001)
- 백스테이지 (Backstage, 2000)
- 벨리 (Belly, 1999)
- 파이널 컷 (One Eight Seven, 1997)
- 캅 랜드 (Cop Land, 1997)